# Ketut Sukasna
Ketut Sukasna (ur. 23 kwietnia 1977 r. w Kuala Kapua) – indonezyjski wioślarz.

## Osiągnięcia
- Mistrzostwa Świata – Monachium 2007 – czwórka bez sternika wagi lekkiej – 23. miejsce[1].
- Mistrzostwa Świata – Poznań 2009 – czwórka bez sternika wagi lekkiej – 20. miejsce[1].